# Формула Йенсена
Формула Йенсена (по имени датского математика Иогана Йенсена) позволяет определить поведение аналитической функции в круге; в некотором роде она является обобщением теоремы о среднем.
Если {\displaystyle {\overline {\Delta }}_{r}\subset {\mathbb {C} }} — некоторый замкнутый круг, {\displaystyle f} — аналитическая в {\displaystyle {\overline {\Delta }}_{r}}, {\displaystyle a_{1},a_{2},\dots ,a_{n}} — последовательность нулей {\displaystyle f} внутри {\displaystyle {\overline {\Delta }}_{r}}, посчитанных столько раз, какова их кратность. Тогда имеет место следующее выражение:
{\displaystyle \log |f(0)|=-\sum _{k=1}^{n}\log \left({\frac {r}{|a_{k}|}}\right)+{\frac {1}{2\pi }}\int \limits _{0}^{2\pi }\log |f(re^{i\varphi })|\,d\varphi }